# Руэда, Хесус
Хесус Руэда Амбросио  (исп. Jesús Rueda Ambrosio; 19 февраля 1987, Бадахос, Испания) — испанский футболист, полузащитник клуба «Бейтар» (Иерусалим).

## Клубная карьера
Хесус родился 19 февраля 1987 года в крупном испанском городе Бадахос. Карьеру профессионального футболиста Руэда начал в 20 лет, заключив контракт с клубом второго дивизиона «Реал Вальядолид Б». После одного сезона выступлений в Сегунде полузащитник переходит в главный «Вальядолид», команду Ла Лиги. В 2009 году (т.е. через сезон) Хесус на правах аренды переходит в футбольный клуб «Кордова», выступающий в Ла Сегунде. С 2010 года Руэда снова играет в команде «Реал Вальядолид».